# Prémio Arjuna
Os prémios Arjuna são prémios de desporto instituídos em 1961 na Índia para reconhecer feitos desportivos de indianos.
O prémio em numerário é de 50000 rupias, sendo oferecido um pergaminho e uma estatueta de bronze do mítico arqueiro Arjuna (amigo e discípulo do deus Krishna).

## Atletismo

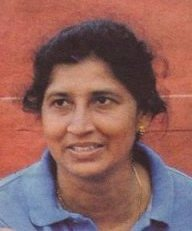
Mercy Kuttan

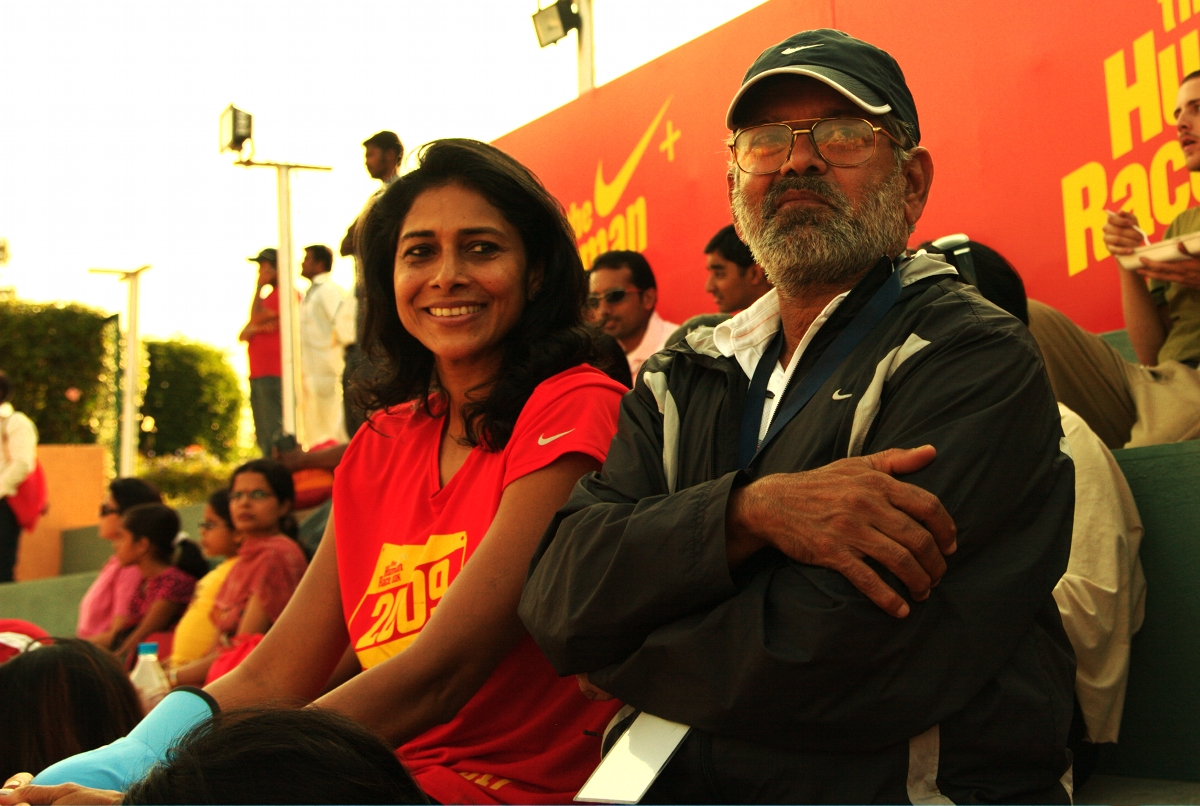
Reeth e Beedu

| n.º | Ano     | Nome                                                     |
| --- | ------- | -------------------------------------------------------- |
| 1   | 1961    | Gurbachan Singh Randhawa                                 |
| 2   | 1962    | Tarlok Singh                                             |
| 3   | 1963    | Stephie D'Souza                                          |
| 4   | 1964    | Makhan Singh                                             |
| 5   | 1965    | Kenneth Powell                                           |
| 6   | 1966    | Ajmer Singh                                              |
| 7   | 1966    | Bhogeswar Baruah                                         |
| 8   | 1967    | Praveen Kumar                                            |
| 9   | 1967    | Bhim Singh                                               |
| 10  | 1968    | Joginder Singh                                           |
| 11  | 1968    | Manjit Walia                                             |
| 12  | 1969    | Harnek Singh                                             |
| 13  | 1970    | Mohinder Singh Gill                                      |
| 14  | 1971    | Edward Sequeira                                          |
| 15  | 1972    | Vijay Singh Chauhan                                      |
| 16  | 1973    | Sriram Singh                                             |
| 17  | 1974    | T. C. Yohannan                                           |
| 18  | 1974    | Shivnath Singh                                           |
| 19  | 1975    | Hari Chand                                               |
| 20  | 1975    | V. Anusuya Bai                                           |
| 21  | 1976    | Bahadur Singh                                            |
| 22  | 1976    | Geeta Zutshi                                             |
| 23  | 1977-78 | Satish Kumar (atleta)                                    |
| 24  | 1978-79 | Suresh Babu                                              |
| 25  | 1978-79 | Angel Mary Joseph                                        |
| 26  | 1979-80 | R. Gyanasekaran                                          |
| 27  | 1980-81 | Gopal Saini                                              |
| 28  | 1981    | Sabir Ali                                                |
| 29  | 1982    | Charles Borromeo                                         |
| 30  | 1982    | Chand Ram                                                |
| 31  | 1982    | M. D. Valsamma                                           |
| 32  | 1983    | Suresh Yadav                                             |
| 33  | 1983    | P. T. Usha                                               |
| 34  | 1984    | Raj Kumar                                                |
| 35  | 1984    | Shiny Abraham                                            |
| 36  | 1985    | Raghubir Singh Bal                                       |
| 38  | 1985    | Asha Agarwal                                             |
| 39  | 1985    | Adille Sumariwala                                        |
| 39  | 1986    | Suman Rawat                                              |
| 40  | 1987    | Balwinder Singh                                          |
| 41  | 1987    | Vandana Rao                                              |
| 42  | 1987    | Bagicha Singh                                            |
| 43  | 1987    | Vandana Shanbagh                                         |
| 44  | 1988    | Ashwini Nachappa                                         |
| 45  | 1989    | Mercy Kuttan                                             |
| 46  | 1990    | Deena Ram                                                |
| 47  | 1992    | Bahadur Prasad                                           |
| 48  | 1993    | K. Saramma                                               |
| 49  | 1994    | Rosa Kutty                                               |
| 50  | 1995    | Shakti Singh                                             |
| 51  | 1995    | Jyotirmoyee Sikdar                                       |
| 52  | 1995    | Malathi Krishnamurthy Holla (para-atleta)                |
| 53  | 1996    | Kallegowda (para-atleta)                                 |
| 54  | 1996    | Ajit Bhaduria                                            |
| 55  | 1996    | Padmini Thomas                                           |
| 56  | 1997    | M. Mahadeva (para-atleta)                                |
| 57  | 1997    | Reeth Abraham                                            |
| 58  | 1998    | Sirichand Ram                                            |
| 59  | 1998    | Neelam Jaswant Singh                                     |
| 60  | 1998    | S. D. Eshan                                              |
| 61  | 1998    | Rachita Mistry                                           |
| 62  | 1998    | Paramjit Singh                                           |
| 63  | 1999    | Gulab Chand                                              |
| 64  | 1999    | G. Venkataravanappa (para-atleta)                        |
| 65  | 1999    | Gurmit Kaur                                              |
| 66  | 1999    | Parduman Singh                                           |
| 67  | 1999    | Sunita Rani                                              |
| 68  | 2000    | K. M. Beenamol                                           |
| 69  | 2000    | Yadvendra Vashishta (para-atleta)                        |
| 70  | 2000    | Joginder Singh Bedi (para-atleta, Lifetime Contribution) |
| 71  | 2001    | K.R. Shankar Iyer (para-atleta)                          |
| 72  | 2002    | Anju Bobby George                                        |
| 73  | 2002    | Saraswati Saha                                           |
| 74  | 2003    | Soma Biswas                                              |
| 75  | 2003    | Madhuri Saxena                                           |
| 76  | 2004    | Anil Kumar                                               |
| 77  | 2004    | J. J. Shobha                                             |
| 78  | 2004    | Devendra Jhajharia (para-atleta)                         |
| 79  | 2005    | Manjit Kaur                                              |
| 80  | 2006    | K. M. Binu                                               |
| 81  | 2007    | Chitra K. Soman                                          |
| 82  | 2009    | Sinimol Paulose                                          |
| 83  | 2010    | Joseph Abraham                                           |
| 84  | 2010    | Krishna Punia                                            |
| 85  | 2010    | Jagseer Singh (para-atleta)                              |
| 86  | 2011    | Preeja Sreedharan                                        |
| 87  | 2012    | Sudha Singh                                              |
| 88  | 2012    | Kavita Ramdas Raut                                       |
| 89  | 2012    | Deepa Malik (para-atleta)                                |
| 90  | 2012    | Ramkaran Singh (para-atleta)                             |
| 91  | 2013    | Amit Kumar Saroha                                        |
| 92  | 2014    | Tintu Luka                                               |
| 93  | 2015    | M. R. Poovamma                                           |
| 94  | 2016    | Lalita Babar                                             |

## Badminton

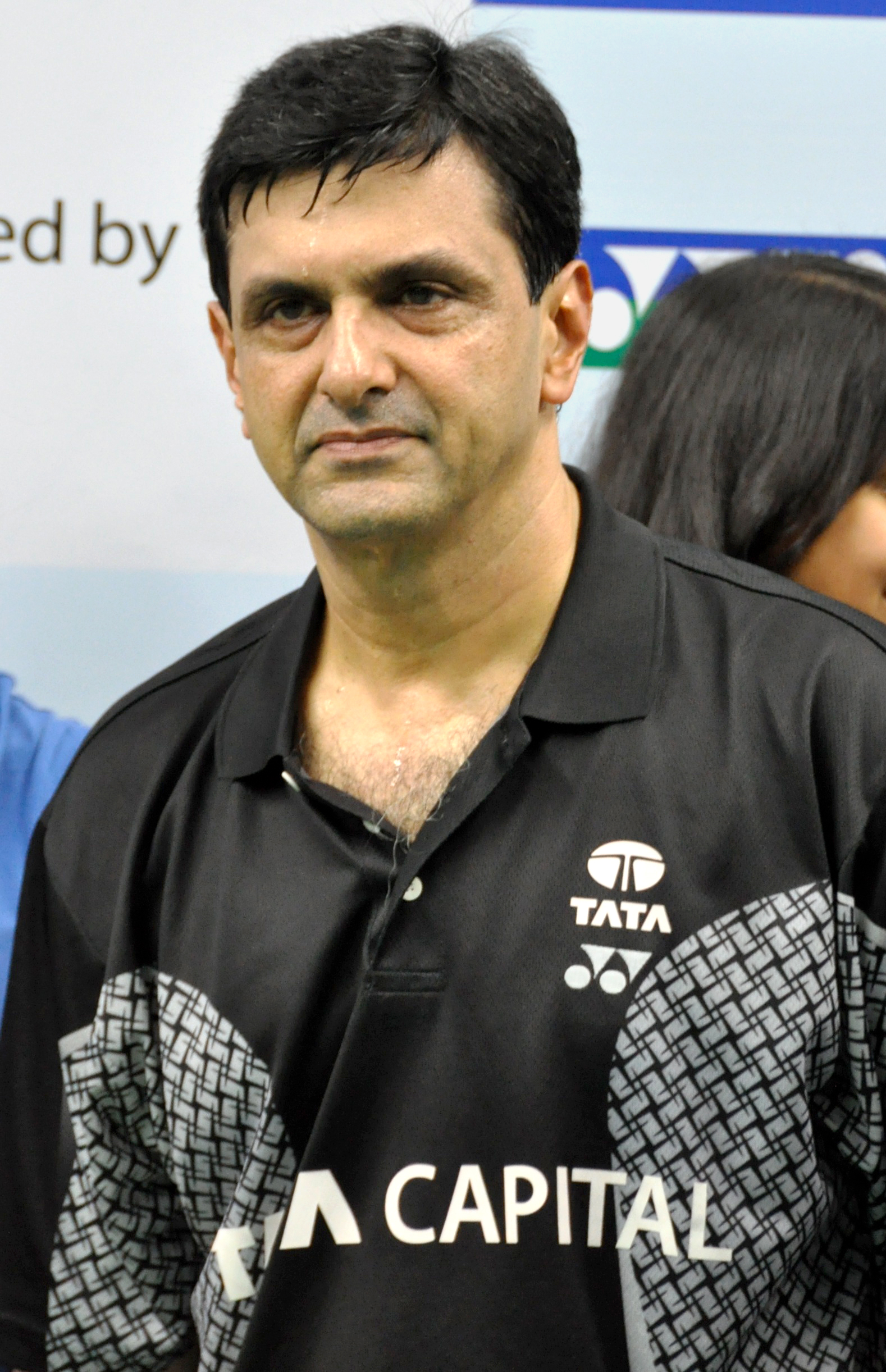
Prakash Padukone

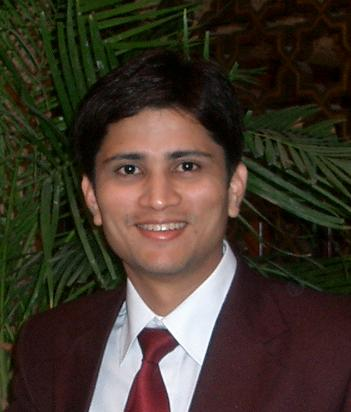
Chetan Anand

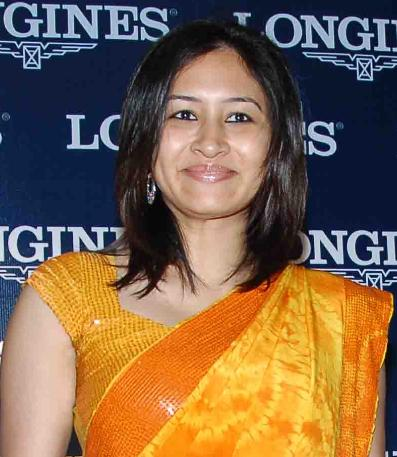
Jwala Gutta

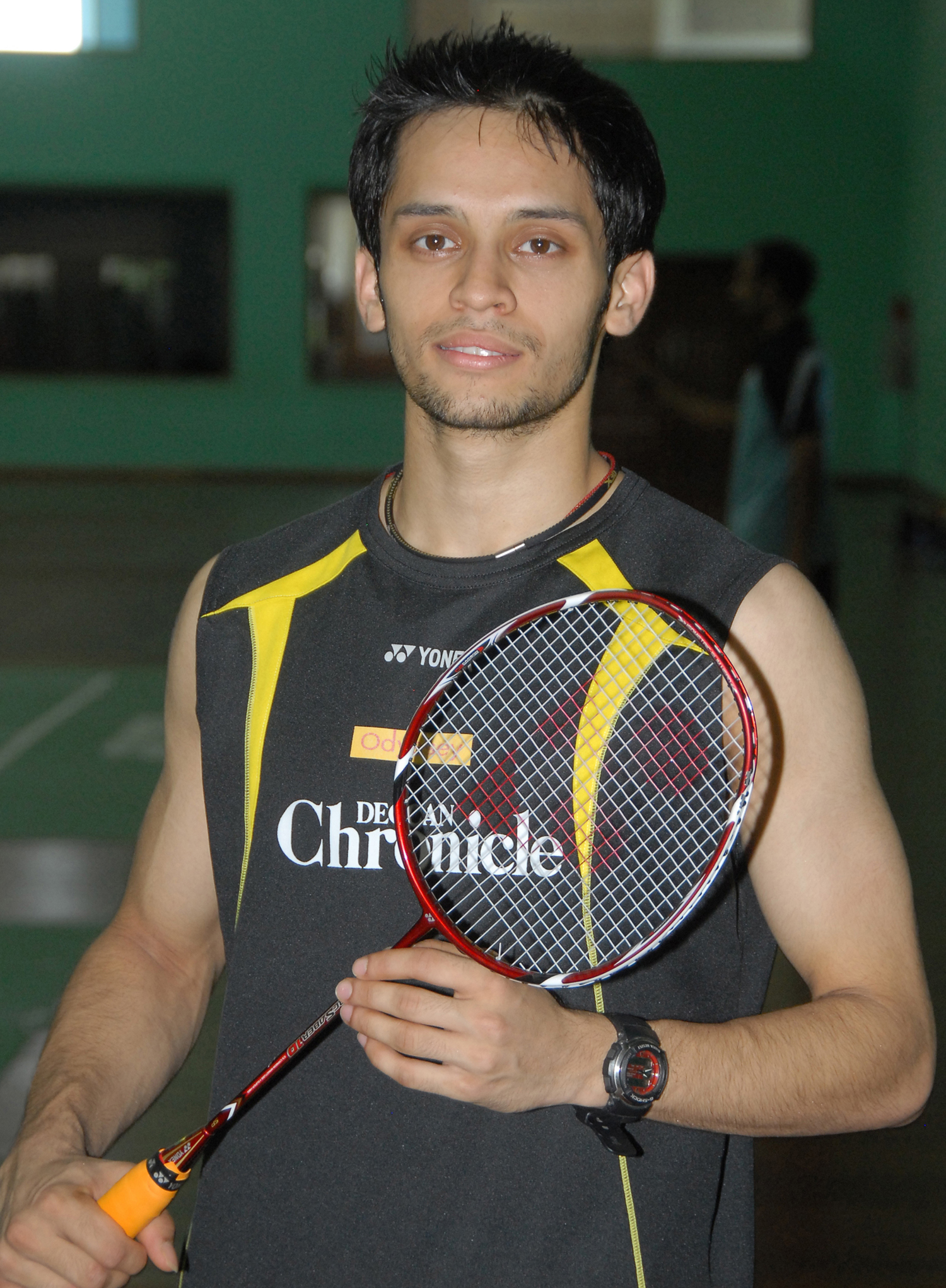
Parupalli Kashyap

| n.º | Ano     | Nome                                 |
| --- | ------- | ------------------------------------ |
| 1   | 1961    | Nandu Natekar                        |
| 2   | 1962    | Meena Shah                           |
| 3   | 1965    | Dinesh Khanna                        |
| 4   | 1967    | Suresh Goel                          |
| 5   | 1969    | Dipu Ghosh                           |
| 6   | 1970    | Damayanti Tambay                     |
| 7   | 1971    | Shobha Moorthy                       |
| 8   | 1972    | Prakash Padukone                     |
| 9   | 1974    | Raman Ghosh                          |
| 10  | 1975    | Davinder Ahuja                       |
| 11  | 1976    | Ami Ghia                             |
| 12  | 1977-78 | Kanwal Thakur Singh                  |
| 13  | 1980-81 | Syed Modi                            |
| 14  | 1982    | Partho Ganguli                       |
| 15  | 1982    | Madhumita Bisht                      |
| 16  | 1991    | Rajeev Bagga                         |
| 17  | 2000    | Pullela Gopichand                    |
| 18  | 1999    | George Thomas                        |
| 19  | 2002    | Ramesh Tikaram (para-atleta)         |
| 20  | 2003    | Madasu Srinivas Rao (para-atleta)    |
| 21  | 2004    | Abhinn Shyam Gupta                   |
| 22  | 2005    | Aparna Popat                         |
| 23  | 2006    | Chetan Anand                         |
| 24  | 2006    | Rohit Bhakar (Physically Challenged) |
| 25  | 2008    | Anup Sridhar                         |
| 26  | 2009    | Saina Nehwal                         |
| 27  | 2011    | Jwala Gutta                          |
| 28  | 2012    | Ashwini Ponnappa                     |
| 29  | 2012    | Parupalli Kashyap                    |
| 30  | 2013    | P.V. Sindhu                          |
| 31  | 2014    | V. Diju                              |
| 32  | 2015    | K Srikanth                           |

## Ball Badminton
| n.º | Ano  | Nome              |
| --- | ---- | ----------------- |
| 1   | 1970 | J. Pitchyya       |
| 2   | 1972 | Ms. J. Srinivasan |
| 3   | 1973 | A. Kareem         |
| 4   | 1975 | L.A. Iqbal        |
| 5   | 1976 | Sam Christudas    |
| 6   | 1984 | D. Rajaraman      |

## Basquetebol
| n.º | Ano     | Nome                  |
| --- | ------- | --------------------- |
| 1   | 1961    | Sarbjit Singh         |
| 2   | 1967    | Khushi Ram            |
| 3   | 1968    | Gurdial Singh         |
| 4   | 1969    | Hav. Hari Dutt        |
| 5   | 1970    | Gulam Abbas Moontasir |
| 6   | 1971    | Man Mohan Singh       |
| 7   | 1973    | S. K. Kataria         |
| 8   | 1974    | A.K. Punj             |
| 9   | 1975    | Hanuman Singh         |
| 10  | 1977-78 | T. Vijayaragavan      |
| 11  | 1979-80 | Om Prakash            |
| 12  | 1982    | Ajmer Singh           |
| 13  | 1983    | Suman Sharma          |
| 14  | 1991    | Radhey Shyam          |
| 15  | 1991    | Ms. S Sharma          |
| 16  | 1999    | Sajjan Singh Cheema   |
| 17  | 2001    | Parminder Singh       |
| 18  | 2003    | Satya (Sports)        |
| 19  | 2014    | Geethu Anna Jose      |

## Bilhar e Snooker

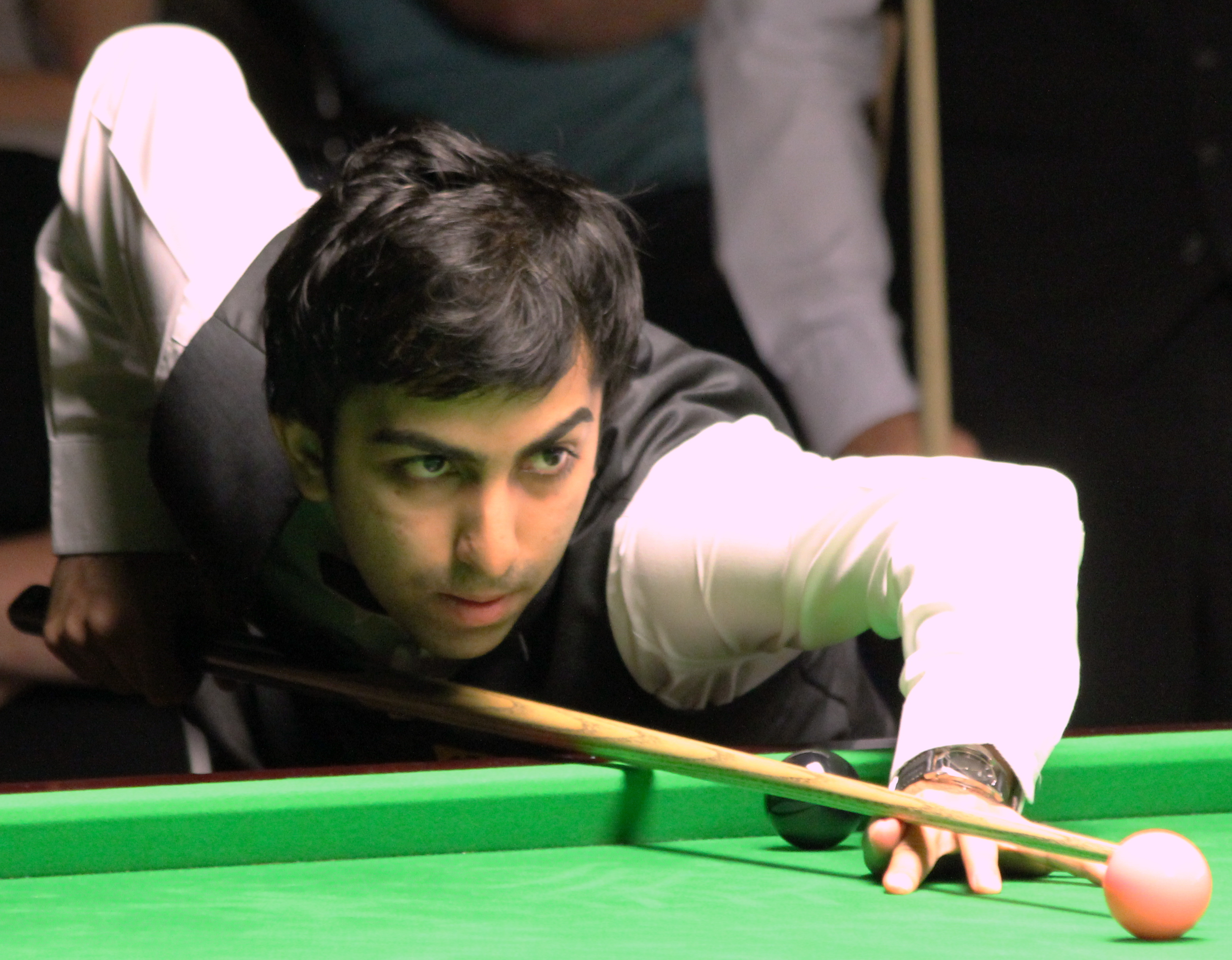
Pankaj Advani 2012

| n.º | Ano  | Nome                 |
| --- | ---- | -------------------- |
| 1   | 1963 | Wilson Jones         |
| 2   | 1973 | Michael Ferreira     |
| 3   | 1983 | Subhash Agarwal      |
| 4   | 1986 | Geet Sethi           |
| 5   | 1997 | Ashok Shandilya      |
| 6   | 2002 | Alok Kumar           |
| 7   | 2003 | Pankaj Advani        |
| 8   | 2005 | Anuja Prakash Thakur |
| 9   | 2012 | Aditya S. Mehta      |
| 10  | 2013 | Rupesh Shah          |
| 11  | 2016 | Sourav Kothari       |

## Boxe

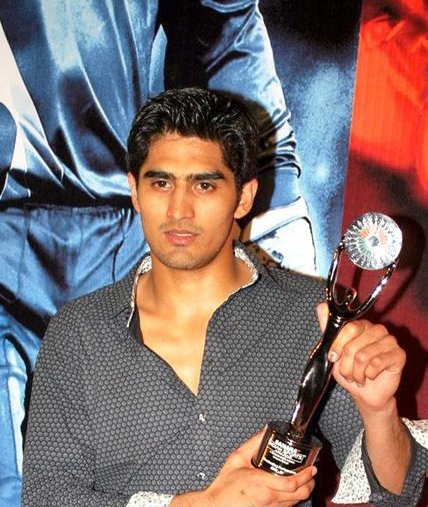
Vijender Singh

| n.º | Ano     | Nome                            |
| --- | ------- | ------------------------------- |
| 1   | 1961    | L. Buddy D' Souza               |
| 2   | 1962    | Hav. P. Badadur Mal             |
| 3   | 1966    | Hawa Singh                      |
| 4   | 1968    | Hav. Dennis Swamy               |
| 5   | 1971    | Hav. Muniswamy Venu             |
| 6   | 1972    | Hav. Chandranarayanan           |
| 7   | 1973    | Hav. Mehatab Singh              |
| 8   | 1977-78 | B.S. Thapa                      |
| 9   | 1978-79 | C.C. Machaiah                   |
| 10  | 1979-80 | B. Singh                        |
| 11  | 1980-81 | Issac Amaldas                   |
| 12  | 1981    | Hav. G. Manoharan               |
| 13  | 1982    | Hav. Kaur Singh                 |
| 14  | 1983    | Jas Lal Pradhan                 |
| 15  | 1986    | Jai Pal Singh                   |
| 16  | 1987    | Seeva Jayaram                   |
| 17  | 1989    | Gopal Dewang                    |
| 18  | 1991    | D.S. Yadav                      |
| 19  | 1992    | Rajender Prasad                 |
| 20  | 1993    | Manoj Pingale                   |
| 21  | 1993    | Mukund Killekar                 |
| 22  | 1995    | V. Devarajan                    |
| 23  | 1996    | Raj Kumar Sangwan               |
| 24  | 1998    | N.G. Dingko Singh               |
| 25  | 1999    | Gurcharan Singh                 |
| 26  | 1999    | Jitender Kumar                  |
| 27  | 2002    | Mohammed Ali Qamar              |
| 28  | 2003    | Ms. Mangte Chungneijang Marykom |
| 29  | 2005    | Akhil Kumar                     |
| 30  | 2006    | Vijender Singh                  |
| 31  | 2008    | Verghese Johnson                |
| 32  | 2009    | L. Sarita Devi                  |
| 33  | 2010    | Dinesh Kumar                    |
| 34  | 2011    | Suranjoy Singh                  |
| 35  | 2012    | Vikas Krishan                   |
| 36  | 2013    | Kavita Chahal                   |
| 37  | 2014    | Manoj Kumar                     |
| 38  | 2015    | Mandeep Jangra                  |
| 39  | 2016    | Shiva Thapa                     |

## Carrom
| n.º | Ano  | Nome              |
| --- | ---- | ----------------- |
| 1   | 1996 | A. Maria Irudayam |
| 2   | 2001 | Sandeep Rawat     |

## Xadrez

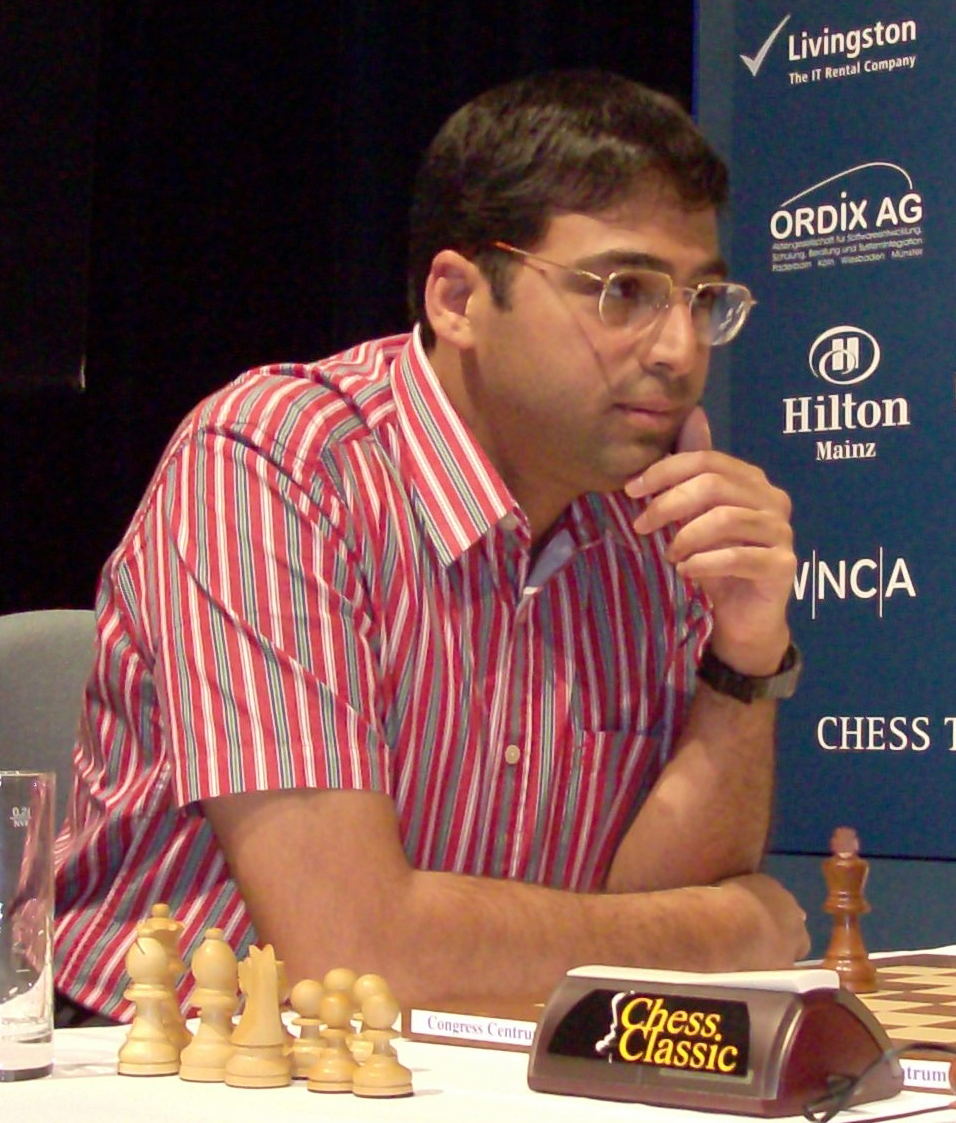
Viswanathan Anand

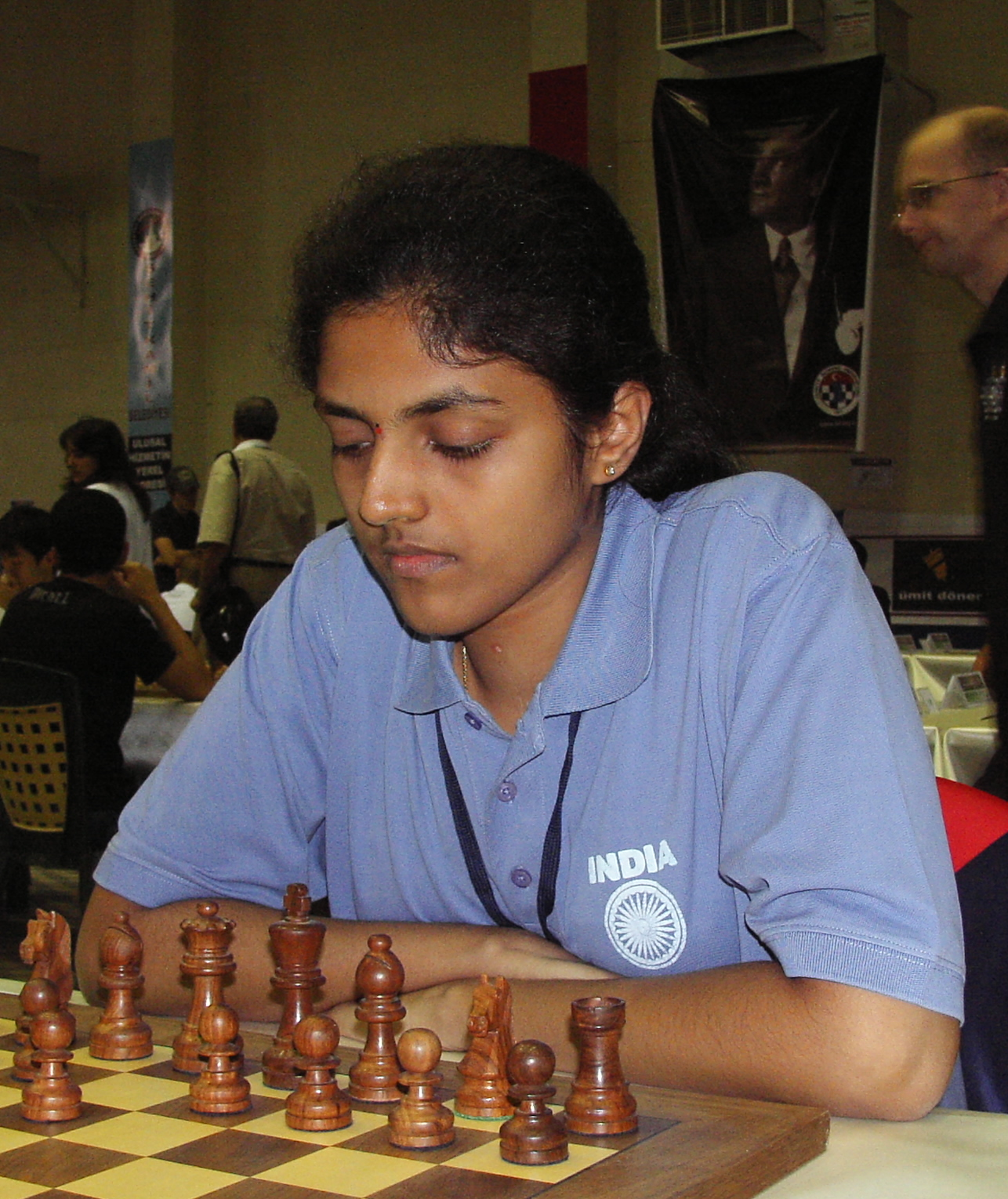
Harika Dronavalli

| n.º | Ano     | Nome                     |
| --- | ------- | ------------------------ |
| 1   | 1961    | Manuel Aaron             |
| 2   | 1980-81 | Rohini Khadilkar         |
| 3   | 1983    | Dibyendu Barua           |
| 4   | 1984    | Pravin Thipsay           |
| 5   | 1985    | Viswanathan Anand        |
| 6   | 1987    | D. V. Prasad             |
| 7   | 1987    | Bhagyashree Thipsay      |
| 8   | 1990    | Anupama Gokhale          |
| 9   | 2000    | Subbaraman Vijayalakshmi |
| 10  | 2002    | Krishnan Sasikiran       |
| 11  | 2003    | Koneru Humpy             |
| 12  | 2005    | Surya Shekhar Ganguly    |
| 13  | 2006    | Pentyala Harikrishna     |
| 14  | 2008    | Dronavalli Harika        |
| 15  | 2009    | Tania Sachdev            |
| 16  | 2010    | Parimarjan Negi          |
| 17  | 2013    | Abhijeet Gupta           |

## Críquete

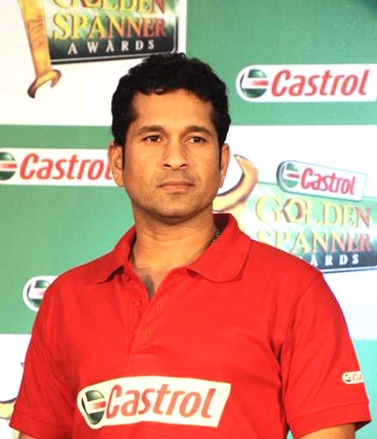
Sachin Tendulkar

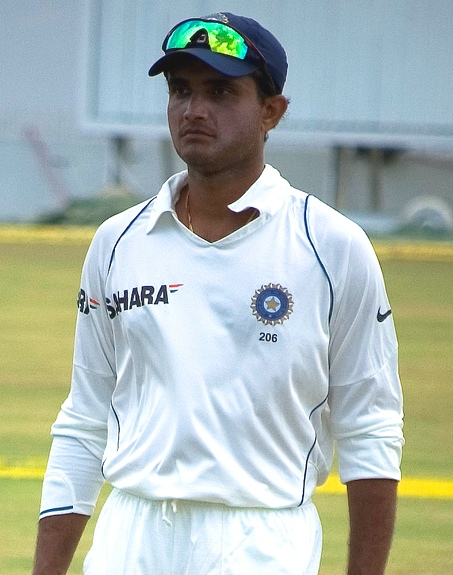
Sourav Ganguly

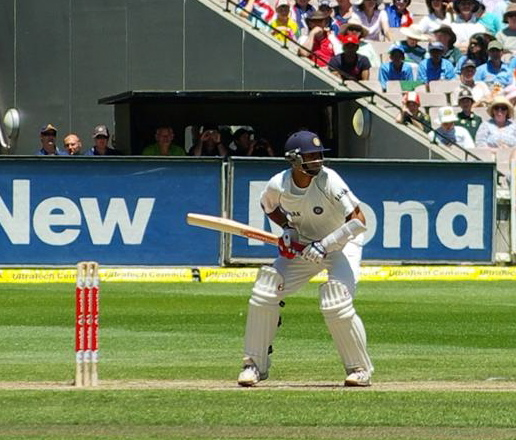
Rahul Dravid

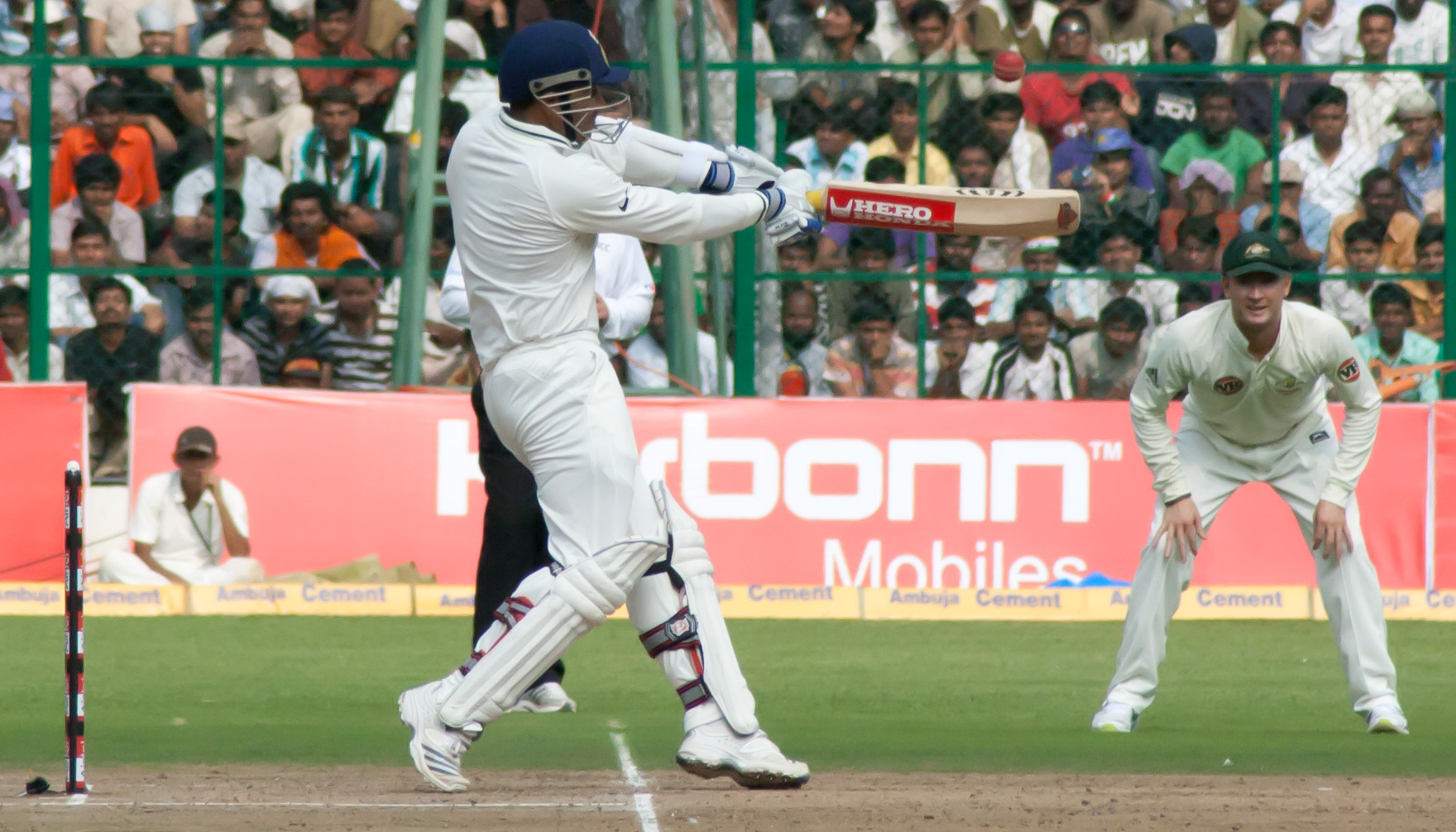
Virender Sehwag

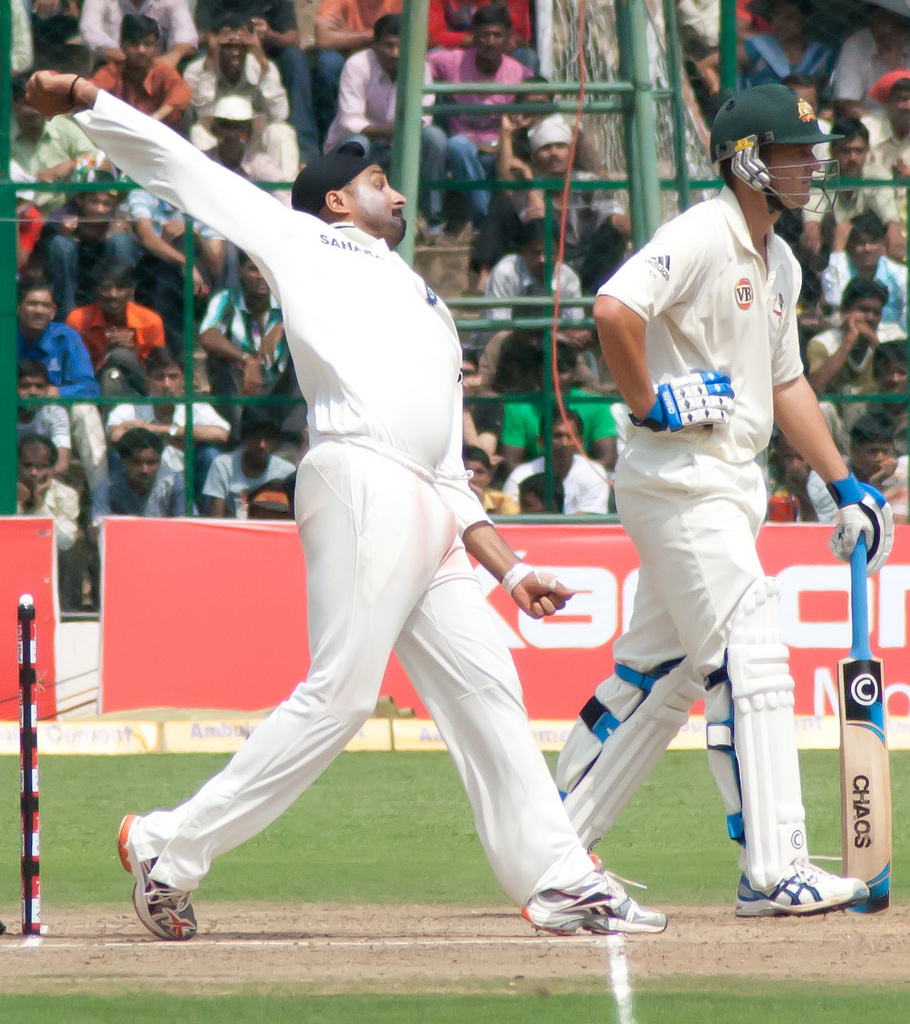
Harbhajan Singh

| n.º | Ano     | Nome                              |
| --- | ------- | --------------------------------- |
| 1   | 1961    | Saleem Durani                     |
| 2   | 1964    | Mansur Ali Khan Pataudi           |
| 3   | 1965    | Vijay Manjrekar                   |
| 4   | 1966    | Chandu Borde                      |
| 5   | 1967    | Ajit Wadekar                      |
| 6   | 1968    | E.A.S. Prasanna                   |
| 7   | 1969    | Bishan Singh Bedi                 |
| 8   | 1970    | Dilip Sardesai                    |
| 9   | 1971    | Srinivasaraghavan Venkataraghavan |
| 10  | 1972    | Eknath Solkar                     |
| 11  | 1972    | B.S. Chandrashekhar               |
| 12  | 1975    | Sunil Gavaskar                    |
| 13  | 1976    | Shanta Rangaswamy                 |
| 14  | 1977-78 | Gundappa Vishwanath               |
| 15  | 1979-80 | Kapil Dev Nikhanj                 |
| 16  | 1980-81 | Chetan Chauhan                    |
| 17  | 1980-81 | Syed Kirmani                      |
| 18  | 1981    | Dilip Vengsarkar                  |
| 19  | 1982    | Mohinder Amarnath                 |
| 20  | 1983    | Diana Edulji                      |
| 21  | 1984    | Ravi Shastri                      |
| 22  | 1985    | Shubhangi Kulkarni                |
| 23  | 1986    | Mohammad Azharuddin               |
| 24  | 1986    | Sandhya Agarwal                   |
| 25  | 1989    | Madan Lal                         |
| 26  | 1993    | Manoj Prabhakar                   |
| 27  | 1993    | Kiran More                        |
| 28  | 1994    | Sachin Tendulkar                  |
| 29  | 1995    | Anil Kumble                       |
| 30  | 1996    | Javagal Srinath                   |
| 31  | 1997    | Ajay Jadeja                       |
| 32  | 1997    | Sourav Ganguly                    |
| 33  | 1998    | Rahul Dravid                      |
| 34  | 1998    | Nayan Mongia                      |
| 35  | 2000    | Venkatesh Prasad                  |
| 36  | 2001    | VVS Laxman                        |
| 37  | 2002    | Virender Sehwag                   |
| 38  | 2003    | Harbhajan Singh                   |
| 39  | 2003    | Mithali Raj                       |
| 40  | 2005    | Anju Jain                         |
| 41  | 2006    | Anjum Chopra                      |
| 42  | 2009    | Gautam Gambhir                    |
| 43  | 2010    | Jhulan Goswami                    |
| 44  | 2011    | Zaheer Khan                       |
| 45  | 2012    | Yuvraj Singh                      |
| 46  | 2013    | Virat Kohli                       |
| 47  | 2014    | Ravichandran Ashwin               |
| 48  | 2015    | Rohit Sharma                      |
| 49  | 2016    | Ajinkya Rahane                    |

## Ciclismo
| n.º | Ano     | Nome             |
| --- | ------- | ---------------- |
| 1   | 1975    | Amar Singh       |
| 2   | 1978-79 | Ms. M. Mahapatra |
| 3   | 1983    | A.R. Arthna      |

## Hipismo
| n.º | Ano  | Nome                        |
| --- | ---- | --------------------------- |
| 1   | 1973 | Dafadar Khan M. Khan        |
| 2   | 1976 | Lt. Col. H.S. Sodhi         |
| 3   | 1982 | Maj. R. Singh Brar          |
| 4   | 1982 | Raghubir Singh (Equestrian) |
| 5   | 1984 | Capt. G. Mohd. Khan         |
| 6   | 1987 | Maj. J.S. Ahluwalia         |
| 7   | 1991 | Capt. Adhiraj Singh         |
| 8   | 2003 | Capt. Rajesh Pattu          |
| 9   | 2004 | Maj. Deep Kumar Ahlawat     |

## Futebol
| n.º | Ano     | Nome                   |
| --- | ------- | ---------------------- |
| 1   | 1961    | P. K. Banerjee         |
| 2   | 1962    | Tulsidas Balaram       |
| 3   | 1963    | Chuni Goswami          |
| 4   | 1964    | Jarnail Singh          |
| 5   | 1965    | Arun Lal Ghosh         |
| 6   | 1966    | Yousuf Khan            |
| 7   | 1967    | Peter Thangaraj        |
| 8   | 1969    | Inder Singh            |
| 9   | 1970    | Syed Naeemuddin        |
| 10  | 1971    | C. P. Singh            |
| 11  | 1973    | Magan Singh            |
| 12  | 1978–79 | Gurdev Singh Gill      |
| 13  | 1979–80 | Prasun Banerjee        |
| 14  | 1980–81 | Mohammed Habib         |
| 15  | 1981    | Sudhir Karmakar        |
| 16  | 1983    | Shanti Mullick         |
| 17  | 1989    | Subrata Bhattacharya   |
| 18  | 1997    | Brahmanand Sankhwalkar |
| 19  | 1998    | Baichung Bhutia        |
| 20  | 2002    | Bruno Coutinho         |
| 21  | 2003    | I. M. Vijayan          |
| 22  | 2010    | Deepak Kumar Mondal    |
| 23  | 2011    | Sunil Chhetri          |

## Golfe

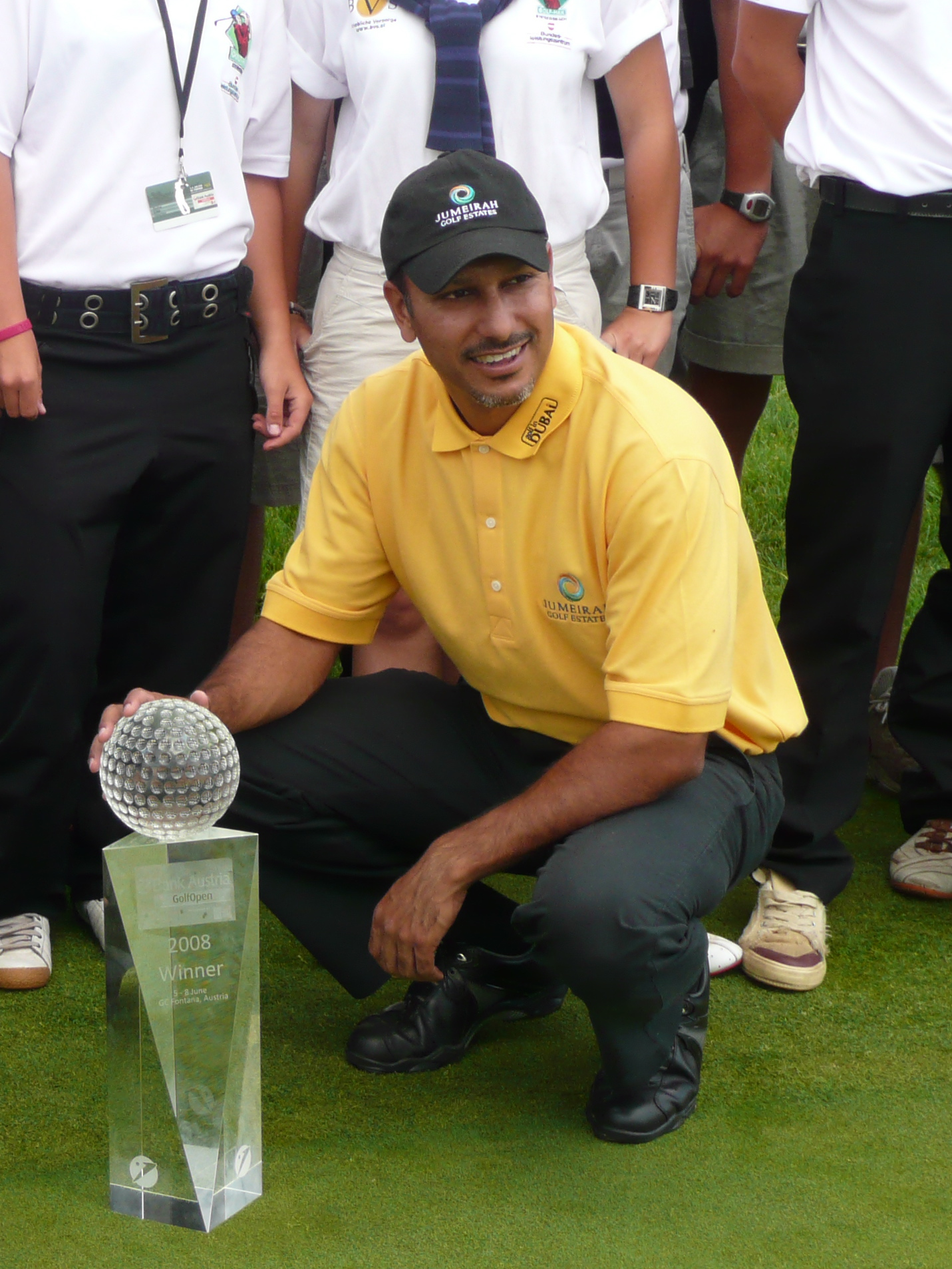
Jeev Milkha Singh

| n.º | Ano  | Nome                                        |
| --- | ---- | ------------------------------------------- |
| 1   | 1961 | P. G. Sethi                                 |
| 2   | 1963 | A.S. Malik                                  |
| 3   | 1967 | R. K. Pitamber                              |
| 4   | 1972 | Anjali N Desai                              |
| 5   | 1973 | Vikramjit Singh                             |
| 6   | 1977 | Sita Rawlley                                |
| 7   | 1982 | Lakshman Singh                              |
| 8   | 1987 | Nonita Lall                                 |
| 9   | 1991 | Ali Sher                                    |
| 10  | 1999 | Chiranjeev Milkha Singh (Jeev Milkha Singh) |
| 11  | 2002 | Shiv Kapur                                  |
| 12  | 2004 | Jyotinder Singh Randhawa (Jyoti Randhawa)   |
| 13  | 2007 | Arjun Atwal                                 |
| 14  | 2013 | Gagan Jeet Bhullar                          |
| 15  | 2014 | Anirban Lahiri                              |

## Ginástica
| n.º | Ano  | Nome                     |
| --- | ---- | ------------------------ |
| 1   | 1961 | Shyam Lal                |
| 2   | 1975 | Montu Debnath            |
| 3   | 1985 | Ms. S. Sharma            |
| 4   | 1989 | Ms. Krupali Patel        |
| 5   | 2000 | Dr. (Ms.) Kalpna Debnath |
| 6   | 2011 | Ashish Kumar             |
| 7   | 2015 | Dipa Karmakar            |

## Hóquei

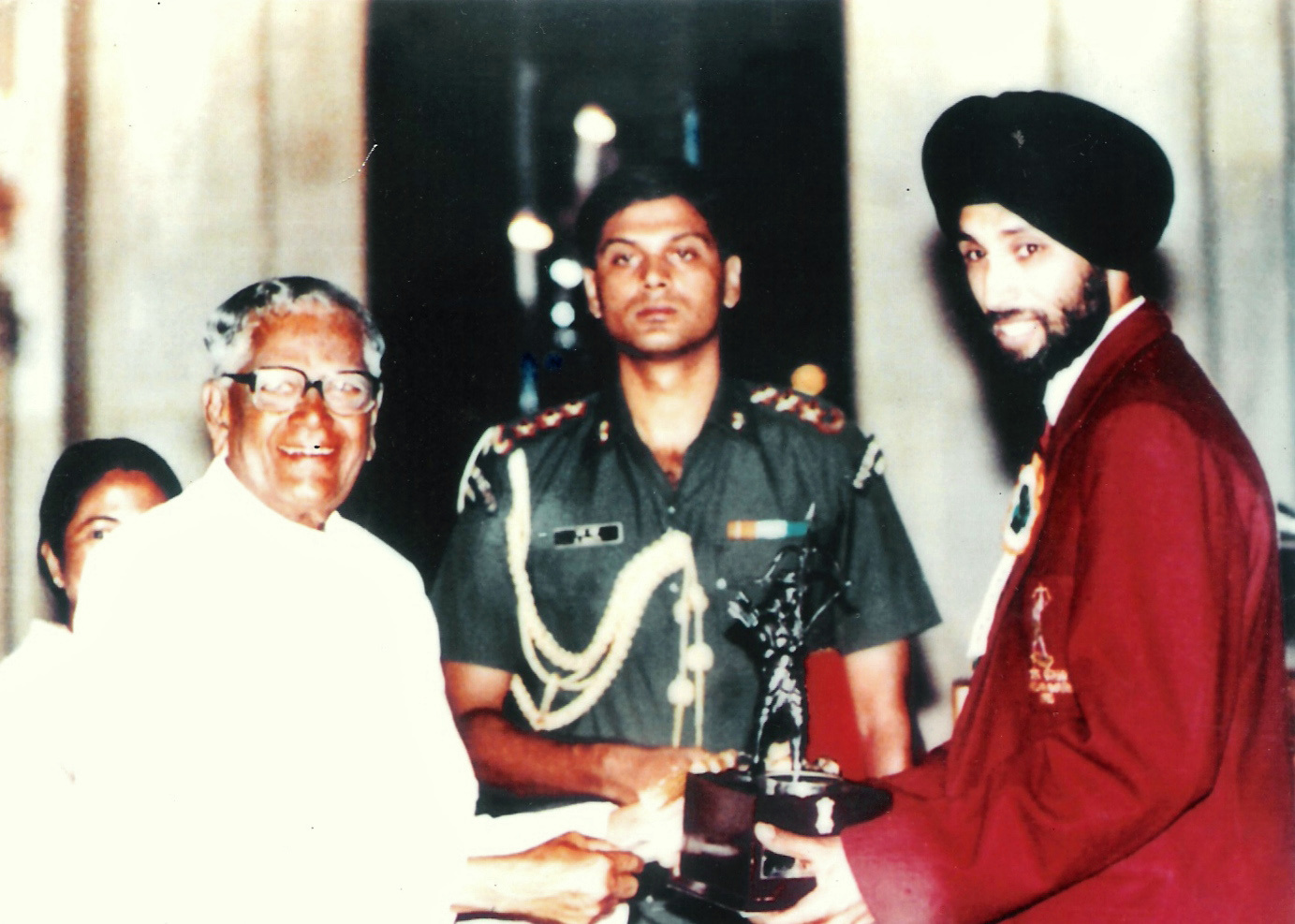
Jagbir Singh recebe o prémio Arjuna de 1990 dado pelo Presidente Venkataraman.

| n.º | Ano     | Nome                     |
| --- | ------- | ------------------------ |
| 1   | 1961    | Prithipal Singh          |
| 2   | 1961    | Ann Lumsden              |
| 3   | 1963    | Charanjit Singh          |
| 4   | 1964    | S. Laxman                |
| 5   | 1965    | Udham Singh              |
| 6   | 1965    | E. Britto                |
| 7   | 1966    | V. J. Peter              |
| 8   | 1966    | Sunita Puri              |
| 9   | 1966    | Gurbaksh Singh           |
| 10  | 1967    | Harbinder Singh          |
| 11  | 1967    | Mohinder Lal             |
| 12  | 1968    | Balbir Singh Kular       |
| 13  | 1970    | Ajit Pal Singh           |
| 14  | 1971    | P. Krishnamurthy         |
| 15  | 1972    | Michael Kindo            |
| 16  | 1973    | M. P. Ganesh             |
| 17  | 1973    | O. Mascarenhas           |
| 18  | 1974    | Ashok Kumar              |
| 19  | 1974    | A. Kaur                  |
| 20  | 1975    | B. P. Govinda            |
| 21  | 1975    | R. Saini                 |
| 22  | 1977-78 | Capt. Harcharan Singh    |
| 23  | 1977-78 | L. L. Fernandes          |
| 24  | 1979-80 | Vasudevan Baskaran       |
| 25  | 1979-80 | R. B. Mundphan           |
| 26  | 1980-81 | Mohammed Shahid          |
| 27  | 1980-81 | Eliza Nelson             |
| 28  | 1981    | Versha Soni              |
| 29  | 1983    | Zafar Iqbal              |
| 30  | 1984    | Rajbir Kaur              |
| 31  | 1984    | S. Maney                 |
| 32  | 1985    | Prem Maya Sonir          |
| 33  | 1985    | M. M. Somaya             |
| 34  | 1986    | J.M. Carvalho            |
| 35  | 1988    | M. P. Singh              |
| 36  | 1989    | Pargat Singh             |
| 37  | 1990    | Jagbir Singh             |
| 38  | 1992    | Mervyn Fernandes         |
| 39  | 1994    | Jude Felix Sabastain     |
| 40  | 1995    | Dhanraj Pillai           |
| 41  | 1995    | Mukesh Kumar             |
| 42  | 1996    | A. B. Subbaiah           |
| 43  | 1996    | Ashish Kumar Ballal      |
| 44  | 1997    | Harmik Singh             |
| 45  | 1997    | Surinder Singh Sodhi     |
| 46  | 1997    | Rajinder Singh           |
| 47  | 1998    | S. Surjit Singh          |
| 48  | 1998    | Pritam Rani Siwach       |
| 49  | 1998    | B. S. Dhillon            |
| 50  | 1998    | S. Omana Kumari          |
| 51  | 1998    | Mohammed Riaz            |
| 52  | 1998    | Baldev Singh             |
| 53  | 1998    | Maharaj Krishna Kaushik  |
| 54  | 1999    | Balbir Singh Kullar      |
| 55  | 1998    | Lt. Col. Haripal Kaushik |
| 56  | 1998    | Ramandeep Singh          |
| 57  | 1998    | V. J. Phillips           |
| 58  | 2000    | Baljeet Singh Saini      |
| 59  | 2000    | Tingonleima Chanu        |
| 60  | 2000    | Gp. Capt. R. S. Bhola    |
| 61  | 2000    | Balkishan Singh          |
| 62  | 2000    | Jalaluddin Rizvi         |
| 63  | 2000    | Madhu Yadav              |
| 64  | 2002    | Dilip Tirkey             |
| 65  | 2002    | Gagan Ajit Singh         |
| 66  | 2002    | Mamta Kharab             |
| 67  | 2003    | Devesh Chauhan           |
| 68  | 2003    | Suraj Lata Devi          |
| 69  | 2004    | Deepak Thakur            |
| 70  | 2004    | Innocent Helen Mary      |
| 71  | 2005    | Viren Rasquinha          |
| 72  | 2006    | Jyoti Sunita Kullu       |
| 73  | 2008    | Prabhjot Singh           |
| 74  | 2009    | Surinder Kaur            |
| 75  | 2009    | Ignace Tirkey            |
| 76  | 2010    | Jasjeet Kaur Handa       |
| 77  | 2011    | Rajpal Singh             |
| 78  | 2012    | Sardar Singh             |
| 79  | 2013    | Saba Anjum Karim         |
| 80  | 2015    | Sreejesh Ravindran       |

## Judo
| n.º | Ano  | Nome                  |
| --- | ---- | --------------------- |
| 1   | 1992 | Sandeep Byala         |
| 2   | 1993 | Cawas Billimoria      |
| 3   | 1996 | Poonam Chopra         |
| 4   | 1999 | Narender Singh        |
| 5   | 2003 | Akram Shah            |
| 6   | 2004 | Ms. Angom Anita Chanu |
| 7   | 2007 | Ms. Tombi Devi        |
| 8   | 2012 | Yashpal Solanki       |

## Kabaddi
| n.º | Ano  | Nome                   |
| --- | ---- | ---------------------- |
| 1   | 1994 | Subbiah Rajarathinam   |
| 2   | 1995 | Perumal Ganesan        |
| 3   | 1996 | Raju Bhavsar           |
| 4   | 1998 | Ashan Kumar            |
| 5   | 1998 | Biswajit Palit         |
| 6   | 1999 | Balwinder Singh        |
| 7   | 1999 | Tirath Raj             |
| 8   | 2000 | C. Honappa             |
| 9   | 2002 | Ram Mehar Singh        |
| 10  | 2003 | Sanjeev Kumar          |
| 11  | 2004 | Sunder Singh           |
| 12  | 2005 | B C Ramesh             |
| 13  | 2006 | Naveen Gautam          |
| 14  | 2008 | Pankaj Navnath Shrisat |
| 15  | 2010 | Dinesh Kumar           |
| 16  | 2011 | Tejaswini Bai          |
| 17  | 2011 | Rakesh Kumar           |
| 18  | 2012 | Anup Kumar             |
| 19  | 2014 | Mamatha Poojary        |
| 20  | 2015 | Manjeet Chhillar       |
| 21  | 2015 | Abhilasha Mhatre       |

## Ténis (em campo)

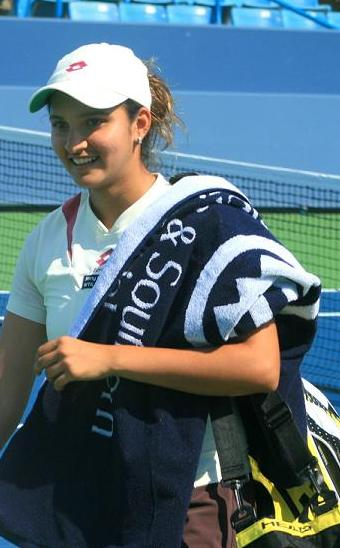
Sania Mirza

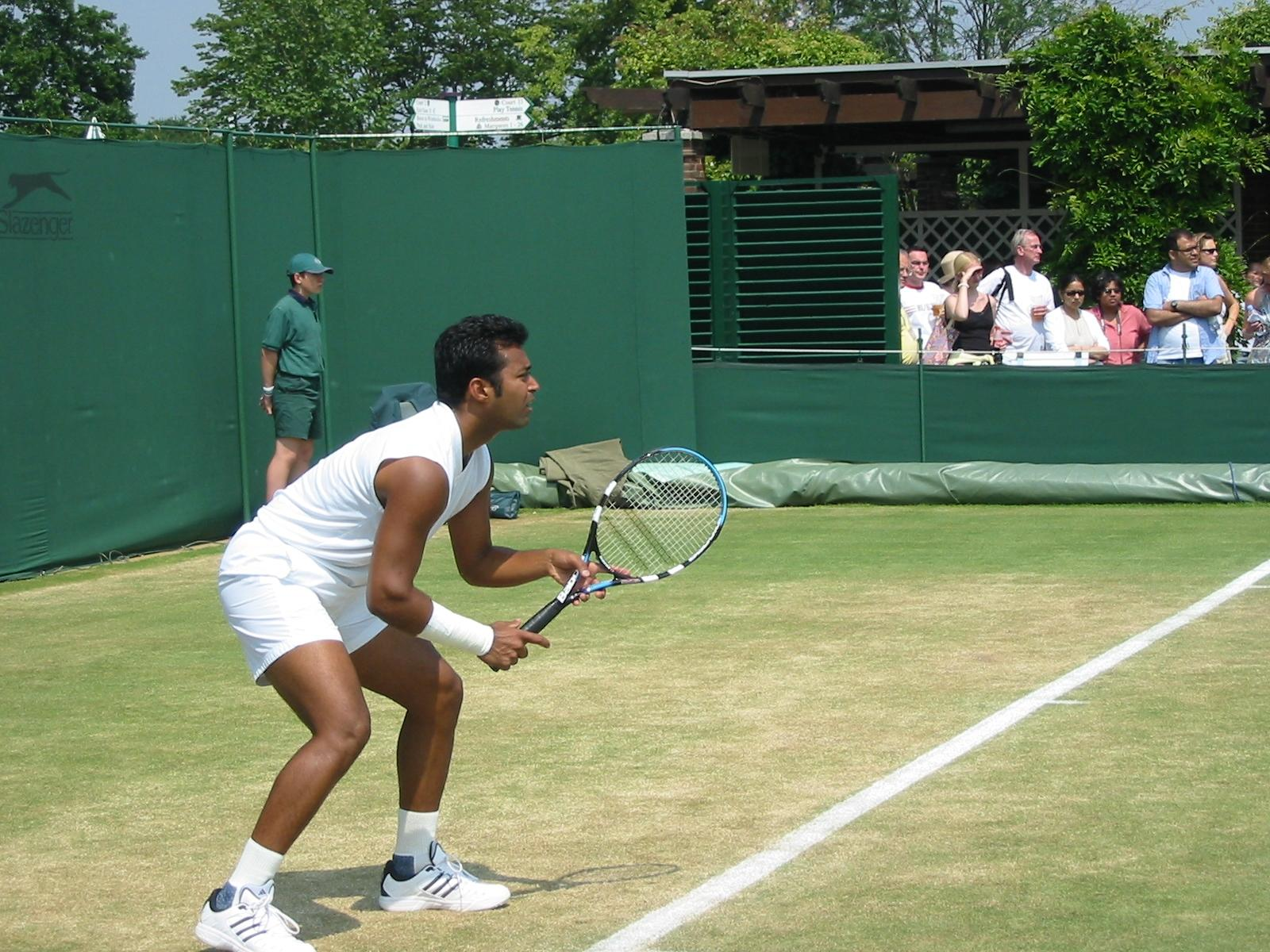
Leander Paes

| n.º | Ano     | Nome                |
| --- | ------- | ------------------- |
| 1   | 1961    | Ramanathan Krishnan |
| 2   | 1962    | Naresh Kumar        |
| 3   | 1966    | Jaidip Mukerjea     |
| 4   | 1967    | Premjit Lall        |
| 5   | 1974    | Vijay Amritraj      |
| 6   | 1978-79 | Nirupama Mankad     |
| 7   | 1980-81 | Ramesh Krishnan     |
| 8   | 1985    | Anand Amritraj      |
| 9   | 1990    | Leander Paes        |
| 10  | 1995    | Mahesh Bhupathi     |
| 11  | 1996    | Gaurav Natekar      |
| 12  | 1997    | Asif Ismail         |
| 13  | 2000    | Akhtar Ali          |
| 14  | 2004    | Sania Mirza         |
| 15  | 2011    | Somdev Devvarman    |

## Patinagem
| n.º | Ano  | Nome            |
| --- | ---- | --------------- |
| 1   | 2015 | Anup Kumar Yama |

## Remo
| n.º | Ano  | Nome                      |
| --- | ---- | ------------------------- |
| 1   | 1981 | Maj. Parveen Oberoy       |
| 2   | 1984 | Capt. M.A. Naik           |
| 3   | 1991 | Naib Subedar Dalvir Singh |
| 4   | 1994 | Major R.S. Bhanwala       |
| 5   | 1996 | Surender Singh Waldia     |
| 6   | 1999 | Jagjit Singh              |
| 7   | 2000 | Surender Singh Kanwasi    |
| 8   | 2001 | Kasam Khan                |
| 9   | 2002 | Inderpal Singh            |
| 10  | 2004 | Jenil Krishnan            |
| 11  | 2008 | Bajrang lal Thakkar       |
| 12  | 2009 | Satish Joshi              |
| 13  | 2014 | Saji Thomas               |
| 14  | 2015 | Swarna Singh Virk         |

## Polo
| n.º | Ano  | Nome        |  |
| --- | ---- | ----------- |  |
| 1   | 1961 | Prem Singh  |  |
| 2   | 2012 | Samir Suhag |  |
|     |      |             |  |

## Tiro
| n.º | Ano     | Nome                       |
| --- | ------- | -------------------------- |
| 1   | 1961    | Karni Singh                |
| 2   | 1968    | Rajyashree Kumari          |
| 3   | 1969    | Bhuvaneshwari Kumari       |
| 4   | 1971    | Bhim Singh                 |
| 5   | 1972    | Udyan Chinubhai            |
| 6   | 1978-79 | Randhir Singh              |
| 7   | 1981    | S. P. Chauhan              |
| 8   | 1983    | Mohinder Lal               |
| 9   | 1983    | Soma Dutta                 |
| 10  | 1985    | A. J. Pandit               |
| 11  | 1986    | Bhagirath Samai            |
| 12  | 1993    | Mansher Singh              |
| 13  | 1994    | Jaspal Rana                |
| 14  | 1996    | Moraad A. Khan             |
| 15  | 1997    | Satendra Kumar             |
| 16  | 1997    | Shilpi Singh               |
| 17  | 1997    | Naresh Kumar Sharma (PH)   |
| 18  | 1998    | Manavjit Singh             |
| 19  | 1998    | Roopa Unnikrishnan         |
| 20  | 1999    | Vivek Singh                |
| 21  | 2000    | Anjali Vedpathak Bhagwat   |
| 22  | 2000    | Abhinav Bindra             |
| 23  | 2000    | Gurbir Singh               |
| 24  | 2002    | Anwer Sultan               |
| 25  | 2002    | Suma Shirur                |
| 26  | 2002    | Samaresh Jung              |
| 27  | 2003    | Rajyavardhan Singh Rathore |
| 28  | 2004    | Deepali A. Deshpande       |
| 29  | 2005    | Gagan Narang               |
| 30  | 2006    | Vijay Kumar                |
| 31  | 2008    | Avneet Kaur Sidhu          |
| 32  | 2009    | Ronjan Sodhi               |
| 33  | 2010    | Sanjeev Rajput             |
| 34  | 2011    | Tejaswini Sawant           |
| 35  | 2012    | Annu Raj Singh             |
| 36  | 2012    | Omkar Singh                |
| 37  | 2012    | Joydeep Karmakar           |
| 38  | 2013    | Rajkumari Rathore          |
| 39  | 2014    | Heena Sidhu                |
| 40  | 2015    | Jitu Rai                   |

## Squash
| n.º | Ano  | Nome             |
| --- | ---- | ---------------- |
| 1   | 2006 | Saurav Ghosal    |
| 2   | 2012 | Dipika Pallikal  |
| 3   | 2013 | Joshna Chinappa  |
| 4   | 2014 | Anaka Alankamony |

## Natação
| n.º | Ano                                       | Nome                         |
| --- | ----------------------------------------- | ---------------------------- |
| 1   | 1961                                      | Jam. Bajarangi Prasad        |
| 2   | 1966                                      | Rima Datta                   |
| 3   | 1967                                      | Arun Shaw                    |
| 4   | 1969                                      | Baidyanath Nath              |
| 5   | 1971                                      | Bhanwar Singh                |
| 6   | 1973                                      | D. (Tingoo) Khatau           |
| 7   | 1974                                      | A.B. Sarang                  |
| 8   | 1974                                      | Manjari Bhargava (diving)    |
| 9   | 1975                                      | M.S. Rana                    |
| 10  | 1975                                      | Smita Desai                  |
| 11  | 1982                                      | Persis Madan                 |
| 12  | 1983                                      | Anita Sood                   |
| 13  | 1984                                      | Khajan Singh                 |
| 14  | 1988                                      | Wilson Cherian               |
| 15  | 1990                                      | Bula Choudhury               |
| 16  | 1996                                      | Kutraleeswaran               |
| 17  | 1998                                      | Bhanu Sachdeva               |
| 18  | 1999                                      | Nisha Millet                 |
| 19  | 2000                                      | Sebastian Xavier             |
| 20  | 2000                                      | J. Abhijith                  |
| 21  | 2005                                      | Shikha Tandon                |
| 22  | 2010                                      | Rehan Poncha                 |
| 23  | 2011 Prasanta Karmakar ( paralympic) 2011 | Virdhawal Khade              |
| 24  | 2012                                      | Sandeep Sejwal               |
| 25  | 2015                                      | Sharath Gayakwad (Para swim) |

## Ténis de Mesa
| n.º | Ano     | Nome                  |
| --- | ------- | --------------------- |
| 1   | 1961    | J.C. Vohra            |
| 2   | 1965    | G. R. Deewan          |
| 3   | 1966    | U. Sundararaj         |
| 4   | 1967    | F. R. Khodaiji        |
| 5   | 1969    | Mir Kasim Ali         |
| 6   | 1970    | G. Jagannath          |
| 7   | 1971    | K. F. Khodaiji        |
| 8   | 1973    | N. R. Bajaj           |
| 9   | 1976    | Shailaja Salokhe      |
| 10  | 1979-80 | Indu Puri             |
| 11  | 1980-81 | Manjit Dua            |
| 12  | 1982    | V. Chandrasekhar      |
| 13  | 1985    | Kamlesh Mehta         |
| 14  | 1987    | Monalisa Barua        |
| 15  | 1989    | Niyati Shah           |
| 16  | 1990    | M. S. Walia           |
| 17  | 1997    | Chetan Baboor         |
| 18  | 1998    | Subramaniam Raman     |
| 19  | 2002    | Mantu Ghosh           |
| 20  | 2004    | Achanta Sharath Kamal |
| 21  | 2005    | Soumyadeep Roy        |
| 22  | 2006    | Subhajit Saha         |
| 23  | 2009    | Poulomi Ghatak        |
| 24  | 2013    | Mouma Das             |

## Voleibol
| n.º | Ano       | Nome                  |
| --- | --------- | --------------------- |
| 1   | 1961      | A. Palanisamy         |
| 2   | 1962      | Nripjit Singh         |
| 3   | 1972      | Balwant Singh "Ballu" |
| 4   | 1973      | G.M. Reddy            |
| 5   | 1974      | M.S. Rao              |
| 6   | 1975      | Sub. Insp. R. Singh   |
| 7   | 1975      | K.C. Elamma           |
| 8   | 1976      | Jimmy George          |
| 9   | 1977-78   | A. Ramana Rao         |
| 10  | 1978-79   | Kutty Krishnan        |
| 11  | 1979      | Riaz Ahmed            |
| 12  | 1979-1980 | S.K. Mishra           |
| 13  | 1982      | G.E. Sridharan        |
| 14  | 1983      | R.K. Purohit          |
| 15  | 1984      | Saley Joseph          |
| 16  | 1986      | Cyril C. Valloor      |
| 17  | 1989      | Abdul Basith          |
| 18  | 1990      | Dalel Singh Ror       |
| 19  | 1991      | K. Udaya Kumar        |
| 20  | 1999      | Sukhpal Singh         |
| 21  | 2000      | P. V. Ramana          |
| 22  | 2001      | Amir Singh            |
| 23  | 2002      | Ravikant Reddy        |
| 24  | 2010      | K. J. Kapil Dev       |
| 25  | 2011      | Sanjay Kumar          |
| 26  | 2014      | Tom Joseph            |

## Halterofilismo
| n.º | Ano     | Nome                             |
| --- | ------- | -------------------------------- |
| 1   | 1961    | A.N. Ghosh                       |
| 2   | 1962    | L.K. Dass                        |
| 3   | 1963    | K.E. Rao                         |
| 4   | 1965    | B.S. Bhatia                      |
| 5   | 1966    | Mohan Lal Ghosh                  |
| 6   | 1967    | S. John Gabriel                  |
| 7   | 1970    | Arun Kumar Dass                  |
| 8   | 1971    | S.L. Salwan                      |
| 9   | 1972    | Anil Kumar Mandal                |
| 10  | 1974    | S. Vellaiswamy                   |
| 11  | 1975    | Dalbir Singh                     |
| 12  | 1976    | K. Balamuruganandam              |
| 13  | 1977-78 | M.Tamilselvan                    |
| 14  | 1978-79 | E. Karaunakaran                  |
| 15  | 1981    | B.K. Satpathy                    |
| 16  | 1982    | Tara Singh                       |
| 17  | 1983    | Vispy K. Daroga                  |
| 18  | 1985    | Mehar Chand Bhaskar              |
| 19  | 1986    | Jag Mohan Sapra                  |
| 20  | 1987    | G. Devan                         |
| 21  | 1989    | Jyotsna Dutta                    |
| 22  | 1990    | R. Chandra                       |
| 23  | 1990    | N. Kunjarani                     |
| 24  | 1991    | Chhaya Adak                      |
| 25  | 1993    | Bharati Singh                    |
| 26  | 1994    | K. Malleswari                    |
| 27  | 1997    | Paramjit Sharma                  |
| 28  | 1997    | N. Laxmi                         |
| 29  | 1998    | Satheesha Rai                    |
| 30  | 1999    | Dalbir Deol                      |
| 31  | 2000    | Sanamacha Chanu Thingbaijan      |
| 32  | 2002    | Thandava Murthy Muthu            |
| 33  | 2006    | Geeta Rani                       |
| 34  | 2011    | Katulu Ravi Kumar Renubala Chanu |
| 35  | 2012    | Ngangbam Soniya Chanu            |
| 36  | 2014    | Renubala Chanu                   |
| 37  | 2015    | Sathish Sivalingam               |

## Tiro com arco

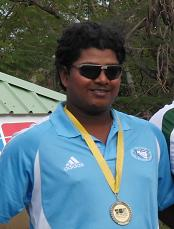
Mangal Singh Champia

| n.º | Ano  | Nome                   |
| --- | ---- | ---------------------- |
| 1   | 1981 | Krishna Das            |
| 2   | 1989 | Shyam Lal              |
| 3   | 1991 | Limba Ram              |
| 4   | 1992 | Sanjeev Kumar Singh    |
| 5   | 2005 | Tarundeep Rai          |
| 6   | 2005 | Dola Banerjee          |
| 7   | 2006 | Jayanta Talukdar       |
| 8   | 2009 | Mangal Singh Champia   |
| 9   | 2011 | Rahul Banerjee         |
| 10  | 2012 | Deepika Kumari         |
| 11  | 2012 | Laishram Bombayla Devi |
| 12  | 2013 | Chekrovolu Swuro       |
| 13  | 2014 | Abhishek Verma         |
| 14  | 2015 | Sandeep Kumar          |
| 15  | 2016 | Rajath Chauhan         |

## Luta
| n.º | Ano     | Nome                                               |
| --- | ------- | -------------------------------------------------- |
| 1   | 1961    | Hav. Udey Chand                                    |
| 2   | 1962    | Malwa                                              |
| 3   | 1963    | G. Andalkar                                        |
| 4   | 1964    | Bishamber Singh                                    |
| 5   | 1966    | Bhim Singh Bhati                                   |
| 6   | 1967    | Mukhtiar Singh                                     |
| 7   | 1969    | Master Chandgi Ram (lutador de luta livre indiano) |
| 8   | 1970    | Sudesh Kumar                                       |
| 9   | 1972    | Prem Nath                                          |
| 10  | 1973    | Jagroop Singh                                      |
| 11  | 1974    | Satpal                                             |
| 12  | 1978-79 | Rajinder Singh                                     |
| 13  | 1980-81 | Jagminder Singh                                    |
| 14  | 1982    | Kartar Singh                                       |
| 15  | 1985    | Mahabir Singh                                      |
| 16  | 1987    | Subhash Verma                                      |
| 17  | 1988    | Rajesh Kumar                                       |
| 18  | 1989    | Satywan                                            |
| 19  | 1990    | Ombir Singh                                        |
| 20  | 1992    | Pappu Yadav                                        |
| 21  | 1993    | Ashok Kumar                                        |
| 22  | 1997    | Jagdish Bhola                                      |
| 23  | 1997    | Sanjay Kumar                                       |
| 24  | 1998    | Kaka Pawar                                         |
| 25  | 1998    | Rohtas Singh Dahiya                                |
| 26  | 1999    | Ashok Kumar Junior                                 |
| 27  | 2000    | Randhir Singh                                      |
| 28  | 2000    | Kripa Shakar Patel                                 |
| 29  | 2000    | K.D. Jadhav (póstumo)                              |
| 30  | 2000    | Naresh Kumar                                       |
| 31  | 2002    | Palwinder Singh Cheema                             |
| 32  | 2002    | Sujeet Mann                                        |
| 33  | 2003    | Shokhinder Tomar                                   |
| 34  | 2004    | Anuj Kumar                                         |
| 35  | 2005    | Sushil Kumar                                       |
| 36  | 2006    | Geetika Jakhar                                     |
| 37  | 2008    | Alka Tomar                                         |
| 38  | 2009    | Yogeshwar Dutt                                     |
| 39  | 2010    | Rajiv Tomar                                        |
| 40  | 2011    | Ravinder Singh                                     |
| 41  | 2012    | Narsingh Yadav                                     |
| 42  | 2012    | Rajinder Kumar                                     |
| 43  | 2012    | Geeta Phogat                                       |
| 44  | 2013    | Neha Rathi                                         |
| 45  | 2013    | Dharmendra Dalal                                   |
| 46  | 2014    | Sunil Kumar Rana                                   |
| 47  | 2015    | Bajrang Punia                                      |
| 48  | 2015    | Babita Kumari                                      |

## Wushu
| S. No. | Year | Nome                |
| ------ | ---- | ------------------- |
| 1      | 2011 | W. Sandhyarani Devi |
| 2      | 2012 | M. Bimoljit Singh   |
| 3      | 2015 | Yumnam Santhoi Devi |

## Vela
| n.º | Ano     | Nome                                   |
| --- | ------- | -------------------------------------- |
| 1   | 1970    | Lt. Cdr. S. J. Contractor              |
| 2   | 1973    | Afsar Hussain                          |
| 3   | 1978-79 | Cdr. S. K. Mongia                      |
| 4   | 1981    | Zarir Karanjia                         |
| 5   | 1982    | Farokh Tarapore                        |
| 6   | 1982    | Fali Unwalla                           |
| 7   | 1982    | Jeeja Unwalla                          |
| 8   | 1986    | Lt. Dhruv Bhandari                     |
| 9   | 1987    | C. S. Pradipak                         |
| 10  | 1990    | P. K. Garg                             |
| 11  | 1993    | Cdr. Homi Motiwala                     |
| 12  | 1996    | Lt. Cdr. Kelly Subbanand Rao (póstumo) |
| 13  | 1999    | Aashim Mongia                          |
| 14  | 2001    | Mahesh Ramachandran                    |
| 15  | 2002    | Nitin Mongia                           |
| 15  | 2009    | Girdhari Lal Yadav                     |